# (5331) Erimomisaki
(5331) Erimomisaki – planetoida z pasa głównego asteroid okrążająca Słońce w ciągu 4 lat i 220 dni w średniej odległości 2,77 j.a. Została odkryta 27 stycznia 1990 roku. Przed nadaniem nazwy planetoida nosiła oznaczenie tymczasowe (5331) 1990 BT1.